# Giàng Văn Quẩy
Giàng Văn Quẩy (sinh 1946), người Mông, nguyên Phó Bí thư Tỉnh ủy, Chủ tịch Hội đồng nhân dân tỉnh Hà Giang, đại biểu Quốc hội Việt Nam khóa X và khóa XI, trưởng Đoàn đại biểu tỉnh Hà Giang. Ông quê ở xã Thanh Vân, huyện Quản Bạ, tỉnh Hà Giang. Ban đầu ông học tập ở Trường Nội trú Dân tộc tỉnh Hà Giang, trải qua chức vụ Ủy viên Ban Thường vụ Tỉnh ủy Hà Tuyên. Trong thời gian làm Đại biểu Quốc hội, ông từng phê phán bệnh thành tích của các địa phương khi báo cáo về xóa đói giảm nghèo và ủng hộ tiếp tục thi hành chương trình 135. Hiện tại ông đã nghỉ hưu. Ông cũng là một nhà thơ, nổi tiếng nhất là bài thơ được nhạc sĩ Thanh Phúc phổ nhạc: Hát về Quản Bạ quê tôi.